# The Eye (filme de 2008)
The Eye (Brasil: O Olho do Mal / Portugal: O Olho) é um filme de terror e suspense estadunidense de 2008, dirigido por David Moreau e Xavier Palud, e estrelado por Jessica Alba, Alessandro Nivola e Parker Posey. É uma refilmagem de uma produção homônima de 2002.

## Sinopse
Sydney Wells, interpretada por Jessica Alba, é uma jovem cega que recebe um transplante de córneas. Depois da operação, ela descobre que adquiriu o dom de ver pessoas mortas. Para tentar desvendar algo sobre esse poder indesejado, ela sai em busca da verdade sobre o seu doador.

## Elenco
| Intérprete        | Personagem             |
| ----------------- | ---------------------- |
| Jessica Alba      | Sydney Wells           |
| Alessandro Nivola | Dr. Paul Faulkner      |
| Parker Posey      | Helen Wells            |
| Rade Serbedzija   | Simon McCullough       |
| Fernanda Romero   | Ana Christina Martinez |
| Rachel Ticotin    | Rosa Martinez          |
| Obba Babatundé    | Dr. Haskins            |
| Danny Mora        | Miguel                 |
| Chloe Moretz      | Alicia                 |
| Brett A. Haworth  | Mulher na Sombra       |
| Kevin K.          | Tomi Cheung            |
| Tamlyn Tomita     | Senhora Cheung         |
| Esodi Geiger      | Enfermeira             |
| Karen Austin      | Senhora Hillman        |

## Recepção
No site agregador de críticas Rotten Tomatoes, 22% das 78 resenhas dos críticos são positivas. O consenso diz: "Com performances de madeira e sustos mínimos (...) é outra refilmagem tediosa de um filme de terror asiático".